# Моє тіло ― моє діло

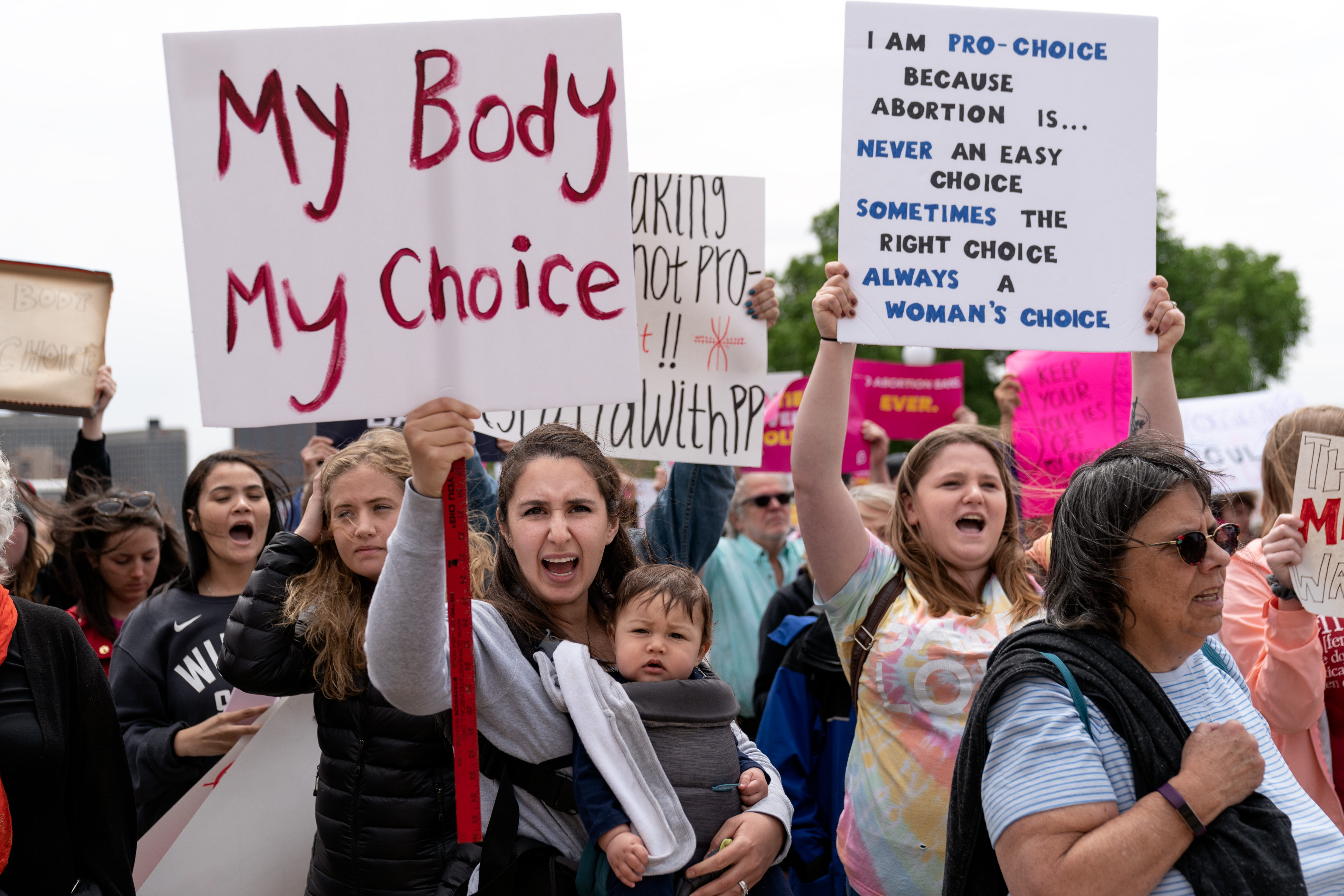
Гасло «Моє тіло ― моє діло» на мітингу проти заборони абортів у місті Сент-Пол, штат Міннесота, травень 2019 року

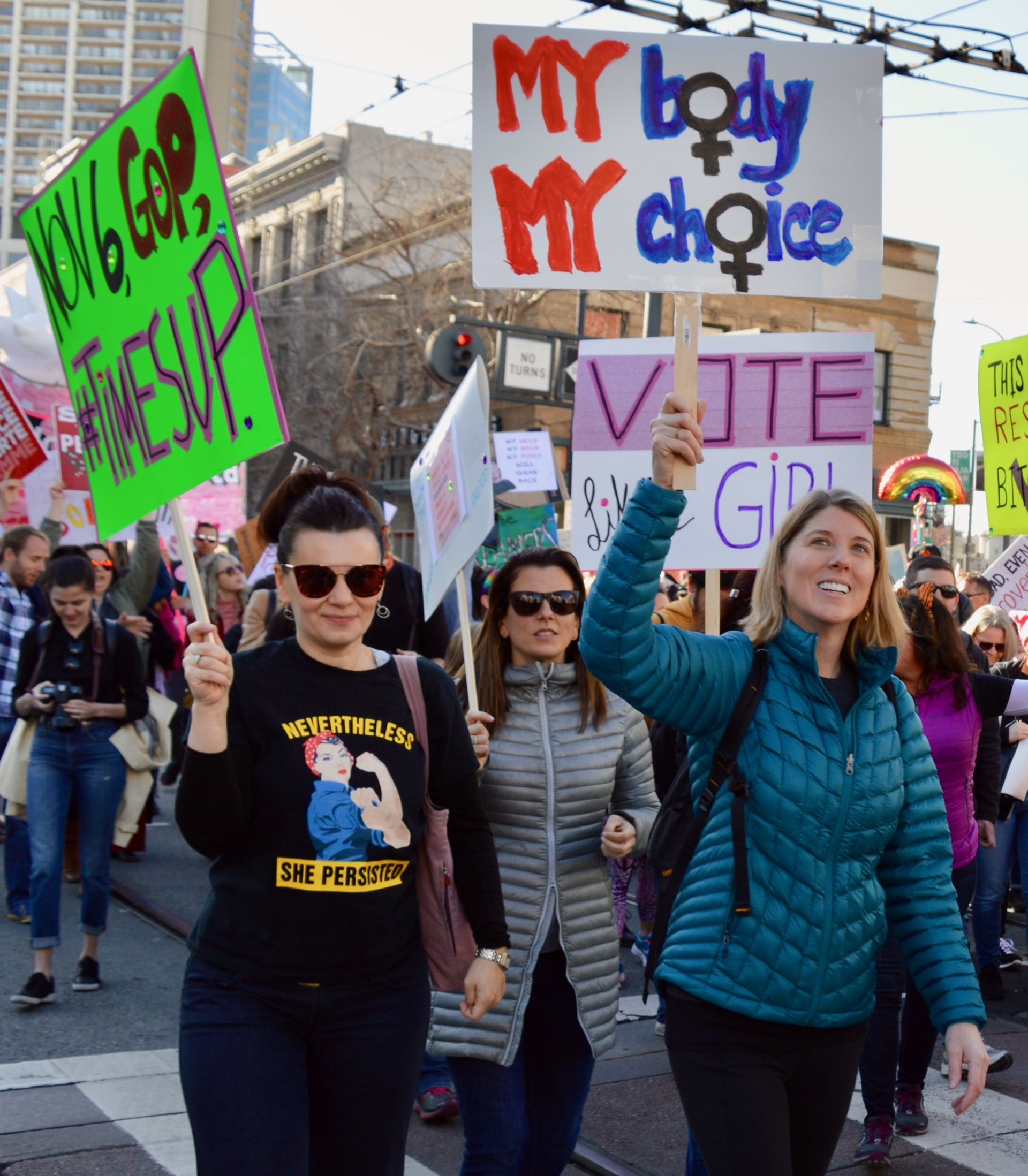
Гасло на Жіночому марші в Сан-Франциско, січень 2018 року

Моє тіло ― моє діло (англ. My body, my choice, досл. Моє тіло, мій вибір) ― феміністичне гасло другої хвилі, що використовується найчастіше щодо питань тілесної цілісності (захисту жінок від сексуального насильства та їх репродуктивних прав), а також абортів.
Феміністичні рухи захищають право жінок самостійно робити сексуальний, шлюбний та репродуктивний вибори. Гасло використовується на мітингах, протестах та демонстраціях для привернення уваги до різних феміністичних проблем у всьому світі, воно перекладене багатьма мовами. В Україні гасло «Моє тіло ― моє діло» часто використовувалось на Маршах жінок до Міжнародного дня захисту прав жінок 8 березня.

## Тілесна автономія та цілісність
«Моє тіло ― моє діло» має на меті представити ідею особистої автономії, цілісності та свободи вибору. Тілесна автономія являє собою самовизначення щодо використання власного тіла без зовнішнього примусу. Тілесна цілісність ― це недоторканість фізичного тіла. У галузі прав людини порушення тілесної цілісності іншого(-ї) розцінюється як неетичне порушення та/або, можливо, злочинне. Свобода вибору описує можливість та автономність особи виконати дію, обрану принаймні з двох доступних варіантів, не обмежених зовнішніми сторонами.
За словами Сюзанн Вайс, гасло «Моє тіло, моє діло» ― це феміністична ідея, яка може застосовуватися до репродуктивних прав жінок та інших питань прав жінок. Це протилежне поводженню з жіночими тілами як з власністю і стверджує важливість культури згоди. Крістін Роу-Фінкбайнер пише, що це гасло хоча й здається простим, на практиці «Моє тіло, моє діло» занадто часто змінюється на «не зовсім твоє тіло, не зовсім твій вибір». Насправді в реальності права жінок часто атакують, як-от доступ до контрацепції, аборти та репродуктивне здоров'я.
Довідковий документ Міжнародної конференції з питань народонаселення та розвитку (ICPD25), що відбулася на саміті в Найробі у 2019 році, підсумовує: кожна людина має право робити власний вибір щодо власного сексуального та репродуктивного здоров'я, а це означає, що кожен(-на) повинен(-на) мати змогу мати задоволене та безпечне сексуальне життя, право на самовизначення щодо розмноження та свободу, щоб вирішити, якщо, коли і як часто це робити.

## Історія
У 17-18 ст., під час раннього капіталізму, який замінив феодалізм, гасло «Моє тіло, моє діло» використовувалось гнобителями проти пригноблених, які намагались офіційно упорядкувати тіла невільників як приватну власність та розширити свої майнові права.
Наприкінці 1969 р. гасло було перевинайдене як гасло феміністичної боротьби за репродуктивні права і згодом визначене глобальною феміністичною боротьбою.

## Значення
Питання прав жінок, включають такі права, стосовні до тілесності жінок:
- право на тілесну недоторканість та автономію;
- право бути вільними від сексуального насильства;
- мати репродуктивні права;
- право мати рівні права в сімейному праві.[13]

За словами Урсули Баррі, протягом людської історії тілесна автономія жінок оскаржувалася. Поняття тіла (але не розуму), пов'язаного з жінками, послужило виправданням для того, щоб жінок вважали власністю, предметами та товарами, що обмінюються (між чоловіками). Наприклад, жіночі тіла протягом усієї історії об'єктивувались через зміну моди, дієти, програм фізичних вправ, косметичної хірургії, виношування дітей тощо. Це контрастує з роллю чоловіка як морального агента, відповідального за роботу чи боротьбу в кривавих війнах. Раса і клас жінки можуть визначити, чи будуть її тіло розглядатися як прикрасу, чи воно буде більш захищене (для жінок середнього чи вищого класу). З іншого боку, тіло визнане для його використання в праці та експлуатації, як правило, було пов'язане з жіночими тілами робітничого класу або з кольоровими жінками.
Феміністичний активізм другої хвилі відстоював репродуктивні права та вибір. З цим обговоренням також пов’язаний рух за здоров'я жінок та лесбійський фемінізм. За словами Баррі, проблеми, з якими стикаються жінки, включають сексуальну об'єктивацію, сексуальні домагання та гендерні сексуальні зловживання та насильство. Баррі підкреслює, що свобода жінок від насильства стосується права на тілесну недоторканість. Під час обговорення вибору, що стосується розмноження, тілесна автономія стосується свободи власного вибору.
Перешкоди, які створюють консерватори та релігійно-культурна моральна поліція, виключають автономію жінок щодо власної фертильності, протидіючи як сексуальній освіті, яка б поширювала культуру згоди й планування родини, так і контрацепції, стерилізації та абортам, а також допоміжним репродуктивним технологіям. За словами Баррі, право та доступ до абортів є одним з останніх зусиль, спрямованих на досягнення тілесної автономії жінок.
За словами Шехзіл Малік, гасло «Моє тіло, моє діло» означає, що для будь-яких дій між людьми необхідна згода, і це означає, що жінкам не потрібно відчувати, як їхні тіла можуть переслідувати або використовувати. За словами Нідеї Кірмані, це гасло руйнує ті основи патріархату, які контролюють та експлуатують жіночі тіла проти їх власної волі. Кірмані заявляє, що ті, хто виступають проти цього гасла, продовжують культуру зґвалтування, сексуального домагання, дитячих шлюбів, фізичного насильства, поганого медичного обслуговування жінок, домашнього насильства, торгівлі людьми та кабальної праці / рабства.

## Зовнішні посилання
- My choice acting Deepika Padukone [Архівовано 11 квітня 2021 у Wayback Machine.] Directed by Homi Adajania (Youtube) (transcript :tribune.pk [Архівовано 22 травня 2021 у Wayback Machine.])